# Blasco Francisco Collaço
Blasco Francisco Collaço (Raia, 16 de maio de 1931) é um diplomata e prelado goês da Igreja Católica que pertenceu ao serviço diplomático da Santa Sé.

## Biografia
Frequentou o Seminário de Rachol de 1941 a 1953. Recebeu a ordenação presbiteral em 2 de maio de 1954, sendo incardinado na Arquidiocese de Goa e Damão.
Estudando de 1954 a 1957 na Pontifícia Universidade Urbaniana de Roma, obteve o doutorado em direito canônico. Ele passou o ano seguinte na Pontifícia Academia das Ciências Sociais. Para se preparar para a carreira diplomática, ingressou na Pontifícia Academia Eclesiástica em 1959.
Ingressou no serviço diplomático da Santa Sé em 1961 e desempenhou funções na Colômbia, Austrália (um escritório responsável pela Nova Zelândia e Oceania), França, Escandinávia e Honduras. A partir de 1976, trabalhou na Cúria Romana, no Departamento de Relações Públicas.
Em 23 de setembro de 1977, o Papa Paulo VI nomeou núncio apostólico no Panamá, recebendo a ordenação episcopal como arcebispo titular de Octava em 5 de novembro do mesmo ano na capela da Pontifícia Universidade Urbaniana de Jean-Marie Villot, Cardeal Secretário de Estado, coadjuvado por Agostino Casaroli, secretário da Congregação para os Negócios Eclesiásticos Extraordinários e por Duraisamy Simon Lourdusamy, arcebispo emérito de Bangalore. Foi o primeiro indiano e o primeiro sacerdote goês a ter o título de “Núncio”.
Em 26 de julho de 1982, o Papa João Paulo II o nomeou núncio apostólico na República Dominicana. Ele também se tornou delegado apostólico em Porto Rico naquele ano.
Em 28 de fevereiro de 1991, o Papa João Paulo II o nomeou pró-núncio apostólico em Madagascar e nas Maurícias. Ele acrescentou o título de núncio apostólico em Seychelles em 4 de maio de 1994.
Em 13 de abril de 1996, o Papa João Paulo II o transferiu para a nunciatura na Bulgária, onde a Igreja e o governo permaneceram em desacordo sobre a restituição das propriedades da Igreja desde o colapso do comunismo em 1989.
Em 24 de maio de 2000, passa para a nunciatura na África do Sul e na Namíbia, além de delegado apostólico no Botswana. Em 24 de junho de 2000, passou também a ser o núncio apostólico no Lesoto e na Suazilândia.
Em agosto de 2006, aposenta-se do corpo diplomático. Uma de suas últimas aparições públicas foi na missa realizada pelo cardeal Filipe do Rosário Ferrão em Roma onde Collaço havia sido ordenado arcebispo, em 28 de agosto de 2022.
Ele aparece como personagem do romance The Fifth Gospel de Ian Caldwell.
É fluente, além do português e concani nativos, em inglês, alemão, italiano, francês e espanhol.